# Weingut Umathum

Das Signet des Weinguts Umathum mit der Basilika von Frauenkirchen

Das Weingut Umathum ist ein bio-dynamisch wirtschaftendes österreichisches Weingut in Frauenkirchen im Burgenland, das im Weinbaugebiet Neusiedlersee liegt.

## Geschichte
Die Familie Umathum stammt aus Franken und siedelte sich zu Zeiten Maria Theresias in der Nähe des Neusiedler Sees an. Schon damals spielte der Weinbau eine wichtige Rolle in der Familie.
Der Betrieb wurde im Jahr 1958 durch Elisabeth und Johann Umathum als gemischte Landwirtschaft gegründet. Der Schwerpunkt der Produktion lag damals auf Zuckerrüben- und Getreide-Anbau, die landwirtschaftliche Nutzfläche umfasste vier Hektar. Im folgenden Jahr wurde auf 1,3 Hektar der erste Weingarten ausgepflanzt. Im Zuge der zunehmenden Spezialisierung auf den Weinbau wurde die Rebfläche sukzessive ausgeweitet. 1985 wurde die Leitung des Betriebes von Josef Umathum (* 24. Dezember 1960) übernommen. Im Jahr 1987 spezialisierte sich der Betrieb zur Gänze auf den Weinbau. Umathum stellte seinen Betrieb ab 2006 auf den ökologischen Weinbau um und orientiert sich dabei an den arbeitsintensiven Richtlinien von Demeter.
1990 kürte die österreichische Zeitschrift Falstaff Josef Umathum zum „Winzer des Jahres“. In den vergangenen Jahrzehnten konnte sich der – mittlerweile vielfach ausgezeichnete – Betrieb international einen hervorragenden Ruf aufbauen und zählt zu den besten Weingütern Österreichs.

## Das Weingut
Die Rebfläche umfasst 45 Hektar (Stand 2017). Der Anteil an der Gesamtproduktion liegt bei 75 Prozent für Rotweine, 14 Prozent für trockene Weißweine und etwa 1 Prozent für Süßweine (Stand 2017). Einige der Lagen zählen zu den besten Rebflächen des Burgenlandes, etwa die Frauenkirchner Lagen Hallebühl, Vom Stein und Haideboden, sowie die Joiser Lagen Hackelsberg und Jungenberg. Die Joiser Besitzungen werden von Umathum – infolge der unterschiedlichen Bodenbeschaffenheit – in die beiden Abschnitte Unter den Terrassen und Kirschgarten eingeteilt. Der Joiser Weinberg wurde im Jahr 1214 erstmals urkundlich erwähnt und trägt durch eine 1524 verliehene Appellation eine der ältesten Herkunftsbezeichnungen weltweit. Der Joiser Kirschgarten wurde 2001 wieder aufgebaut und ist die einzige Terrassenlage des Burgenlandes.
Zu den Premiumweinen zählen der Blaufränkisch Kirschgarten, der Hallebühl (ein reinsortiger Zweigelt) sowie der St. Laurent vom Stein. Zu den bekanntesten österreichischen Rotweinen zählt Umathums Cuvée Haideboden. Daneben hat Umathum immer wieder auch hochstehende Prädikatsweine im Sortiment.
Im Jahr 2010 führte Umathum seinen Lindenblättrigen (ungarisch Hárslevelű) neu ins Sortiment ein. Mit diesem Weißwein möchte er an alte lokale Traditionen des Weinbaus im Gebiet rund um den Neusiedler See anknüpfen. Ein herausragendes Niveau bescheinigt David Schildknecht, der Österreichbeauftragte des US-Weinkritikers Robert M. Parker, Umathums Traminer. Der Traminer war in der Gegend des Neusiedler Sees ehemals weit verbreitet und gilt heute, ebenso wie der Lindenblättrige, als Rarität.
Umathum erntet maximal 3000 kg Trauben pro Hektar, was einem Drittel der gesetzlich erlaubten Menge entspricht. Nach einem starken Regen kocht er einen Sud aus Kamille und Brennnessel, um damit seine Rebstöcke gegen Pilzbefall zu besprühen. Seine hochwertigen Lagenweine bringt das Weingut Umathum erst nach über drei Jahren Lagerung in den Verkauf.

## Zantho

Das Signet des Zantho mit der pannonischen Waldeidechse

Im Jahr 2002 gründete Josef Umathum zusammen mit Wolfgang Peck im Winzerkeller Andau das Projekt Zantho. Ziel dieses Projekts ist die Produktion gehobener Qualitätsweine in größeren Einheiten, welche in erster Linie für den Export bestimmt sind. Die Rebflächen von Zantho umfassen rund 70 Hektar (Stand 2012).
Der Name Zantho stammt von der 1488 erstmals urkundlich erwähnten Siedlung Zantho, welche 1546 zu Annthau umbenannt wurde – das heutige Andau. Dieser altmagyarische Begriff steht für „Ackerland“ oder „karger, steiniger Boden“.

## Initiativen
- 2001 verschaffte Josef Umathum dem Gemüsebauern, Gänsezüchter und späteren „Paradeiser-Papst“ Erich Stekovics aus Frauenkirchen mit einer zweckgebundenen Online-Versteigerung von 97 Flaschen Ried Hallebühl, Jahrgang 1997, einem Wein aus seiner besten Lage,[10] mit umgerechnet 12.600 Euro einen gewichtigen Beitrag für dessen Betriebsgründung. Bereits ein Jahr zuvor hatte er mit einer ähnlichen Aktion den Quereinsteiger Uwe Schiefer vom Weingut Schiefer bei dessen Betriebsgründung unterstützt.[1]

- Umathum rief die Veranstaltungsreihe „Regionalität neu denken“ ins Leben, um mit „hochwertigen Lebensmitteln“ aus seiner Region eine Alternative zur Globalisierung von Ernährung entgegenzusetzen.[11]

- 2016 gründete Josef Umathum die Bürgerinitiative Freie Sicht auf Frauenkirchen[12] gegen die Ansiedlung einer 140.000 m² (14 ha) großen Tomatenfabrik mit Gewächshäusern im Weltnaturerbe-Gebiet.[13] Seine Widersacher, der Bürgermeister von Frauenkirchen und SPÖ-Mitglied Josef Ziniel sowie der Landeshauptmann und Ziniels Amtsvorgänger Hans Niessl, unterstützten das Projekt mit dem Arbeitsplatz- und Steuerargument, während Umathum dagegen die Standortwahl, das Ausmaß, den Umweltschutz und eine fehlende vorherige Information des Rathauses ins Feld führte. Trotz starker Gegenwehr gelang es der Bürgerinitiative die notwendige Anzahl von Stimmen für eine Volksabstimmung zur Umwidmung des Standortes zu sammeln. Daraufhin sah sich Umathum mit einem Ultimatum von Niessls Behörde konfrontiert, angeblich illegale „Zubauten“ auf seinem Grundstück abzureißen.[14]

## Mitgliedschaften
- Renommierte Weingüter Burgenland[15]
- 2007: Bioverband Demeter[1]